# Ulf Israel
Ulf Israel (* 1974) ist ein deutscher Fernseh- und Filmproduzent.

## Leben
Ulf Israel ist diplomierter Kommunikationswirt und Absolvent der Hochschule der Künste Berlin. Von 1998 bis 2002 war er Referent der Geschäftsführung bei X Filme Creative Pool, danach leitete er für fünf Jahre die 3L Filmproduktion. Seit 2010 ist er Geschäftsführer der Senator Film Produktion, dem global agierenden Produktionsarm von Wild Bunch.
Ulf Israel ist Mitglied der Deutschen Filmakademie und auch Mitglied des Deutschlandkomitees von Human Rights Watch.

## Filmografie
- 2007: Die Aufschneider
- 2007: 2 Tage Paris (2 Days in Paris)
- 2008: Ein Leben für ein Leben (Adam resurrected)
- 2009: Ob ihr wollt oder nicht
- 2012: 2 Tage New York (2 Days in New York)
- 2012: Das Leben ist nichts für Feiglinge
- 2013: Choral des Todes (La marque des anges – Miserere)
- 2013: 00 Schneider – Im Wendekreis der Eidechse
- 2015: Ein Atem
- 2015: The Danish Girl
- 2015: Doktor Proktors Zeitbadewanne (Doktor Proktors tidsbadekar)
- 2016: Pettersson und Findus – Das schönste Weihnachten überhaupt
- 2017: Lommbock
- 2018: Der Mordanschlag
- 2018: Our House
- 2019: Deutschstunde
- 2020: Im Schatten das Licht
- 2020–2021: Warten auf’n Bus (Fernsehserie, 15 Folgen)
- 2022: Riesending – Jede Stunde zählt (Fernsehfilm)
- 2023: 15 Jahre
- 2024: Sterben
- 2024: Der Fall Marianne Voss